# إيخيون
إيخيون في الميثولوجيا الإغريقية هو أحد الإسبارطيين الخمسة (المزروعين) الذين بقوا من مجموعة الرجال الذسن نبتوا من نصف أسنان تنين آريز الذي قتله قدموس. لشجاعته العالية أعطاه قدموس ابنته أغوئي زوجتةً، والتي ولدت منه بينثيوس وارث حكم ثيفا عن جده قدموس. بنى إيخيون ثيفا مع قدموس، وبنو فيها معبدا للإلهه كوبيلي.